# 1256
Năm 1256 là một năm trong lịch Julius.